# Brian Ritchie
Brian Ritchie (* 21. listopadu 1960 Milwaukee, Wisconsin, USA) je americký baskytarista. V roce 1980 spoluzaložil skupinu Violent Femmes, ve které působil až do jejího prvního rozpadu v roce 1987 a od následujícího roku byl jejím členem až do jejího druhého rozpadu v roce 2009. Ve stejném roce byl kurátorem festivalu Mona Foma. Mimo své působení ve Violent Femmes hrál na albu I Spent a Week There the Other Night hudebnice Maureen Tucker z roku 1991.